# Demián Bichir
Demián Bichir Nájera (Mexico-Stad, 1 augustus 1963) is een Mexicaans acteur. Hij werd in 2012 genomineerd voor een Oscar voor zijn hoofdrol als Carlos Galindo in de dramafilm A Better Life. Hiervoor werd hij ook genomineerd voor onder meer een Independent Spirit Award en een Screen Actors Guild Award. Bichir maakte in 1977 zijn acteerdebuut als Juanito in de Mexicaanse televisieserie Rina. Acht jaar later was hij voor het eerst te zien op het witte doek, als Chuy in Viaje al paraíso. Bichirs eerste rol in een Amerikaanse film volgde in 2001 met In the Time of the Butterflies, een televisiefilm. 
Bichir heeft twee acterende broers die ook allebei meer dan vijftig rollen in films en op televisie speelden, Bruno Bichir en Odiseo Bichir. Zijn moeder Maricruz Nájera is te zien in meer dan 250 afleveringen van verschillende Mexicaanse telenovela's en ook zijn vader Alejandro Bichir heeft enkele werkzaamheden als acteur en regisseur achter zijn naam staan.

## Filmografie
- Bibsys: 8067400
- Biblioteca Nacional de España: XX1327267
- Bibliothèque nationale de France: cb16162450j (data)
- Gemeinsame Normdatei: 133436470
- International Standard Name Identifier: 0000 0001 1479 1542
- Library of Congress Control Number: nr2001000571
- MusicBrainz: 392cfbf1-e053-4953-8ff0-283714ce9edd
- Nationale Bibliotheek van Tsjechië: xx0281209
- Nationale bibliotheek van Australië: 46052381
- Nationale Bibliotheek van Israël: 987007401568405171
- Nationale Bibliotheek van Polen: a0000002126985
- Nederlandse Thesaurus van Auteursnamen: 341032697
- Système universitaire de documentation: 135991927
- Trove: 1472617
- Virtual International Authority File: 103228191
- WorldCat: E39PCjJKJjkdP9VMgXcy6FvGVy